# UICC

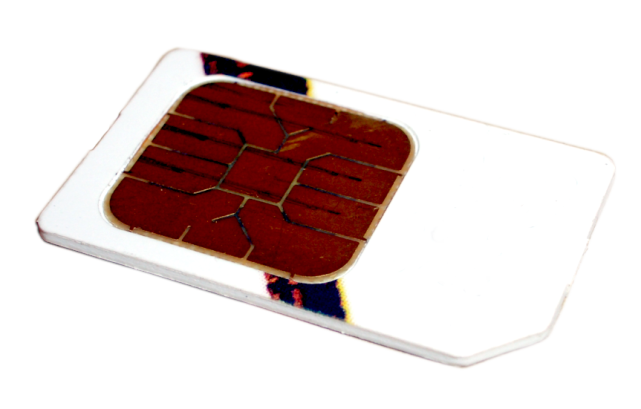
Una tarjeta UICC.

Las tarjetas UICC (Universal Integrated Circuit Card) son unas tarjetas con chip usadas en teléfonos móviles en redes GSM y UMTS. Su capacidad es reducida (pocos kilobytes). Con la llegada de más servicios, su capacidad ha ido aumentando. Entre los datos que guardan están la agenda de teléfonos, mensajes cortos SMS, datos relativos al abonado para identificarlo en la red, número de subscriptor (IMSI) asociado a ese abonado y otros.
La tarjeta inteligente UICC consta de CPU, ROM, RAM, EEPROM y circuitos de entrada/salida. Las primeras versiones tenían el tamaño de una tarjeta inteligente (smartcard) típica (85x54 mm), pero debido al tamaño cada vez más pequeño de los teléfonos móviles aparecieron versiones más pequeñas de 25x15 mm.
El uso de la tarjeta está protegido por el código PIN. El código PIN1 se puede definir como el utilizado para funciones normales del teléfono. El PIN2 permite el uso de funciones especiales (como limitar los números a los que se puede llamar). Hay otros códigos llamados PUK1 y PUK2 que se usan para reiniciar los códigos PIN1 y PIN2 respectivamente.